# Río Temštica
El Temštica (en serbio: Темштица) o Temska es un río en Serbia, un afluente derecho del río Nišava. El Temštica en sí no es muy largo (23 km), pero recibe un afluente mucho más largo, el Visočica (Височица), que fluye desde Bulgaria (16,7 km de longitud), a través de Serbia (54 km de longitud) haciendo que el sistema fluvial Visočica y Temštica tenga 93,7 km de largo.

## Temštica (Toplodolska reka)
El Temštica, conocido como río Topli Do (Toplodolska reka, Топлодолска река) en la parte norte, nace de cinco arroyos de la montaña Stara Planina en la frontera serbio-búlgara. De varios picos de Stara Planina nacen tres arroyos principales: Midžor/Midzhur (Миџор/Миджур), Vražija Glava/Vrazha glava (Вражија Глава/Вража глава), Bratkova Strana (Браткова Страна) y Gola Glava (Гола Глава). Todos ellos se unen cerca del pueblo de Topli Dol, que da el nombre alternativo al río. El Temštica ha tallado un cañón, apodado popularmente "Pequeño Colorado". El río continúa hacia el noroeste y recibe el Visočica por la izquierda.
En 1990 se construyó un túnel para conducir el 90% del agua del Visočica de vuelta al lago Zavoj. Eso dejó a Temštica sin el 70% del agua, dejando sólo el "mínimo biológico" que desborda de la presa. Sin embargo, se trata de la llamada "agua muerta", que procede de una profundidad de 60 m y tiene una temperatura de pocos grados centígrados. Sin que se haya llevado a cabo ninguna investigación, en 1992 se inició la construcción del túnel que conduciría las aguas del propio Temštica al lago Zavoj. Como la zona de Stara Planina estaba protegida, el proyecto se detuvo.
La población local de la cuenca del Temštica protestó alegando que ya se había extraído más del 70% del agua del Temštica, lo que provocaría una catástrofe ecológica, especialmente en el cañón del Pequeño Colorado. Por ello, el municipio de Pirot se opuso oficialmente a la decisión del gobierno en 2004 y 2006, pero éste insistió en continuar con el proyecto. Como protesta, la población del pueblo de Temska boicoteó las elecciones parlamentarias serbias de enero de 2007. Debido a la continua oposición tanto del municipio como de la población, se abandonó la construcción del túnel de 9 km de longitud que trasladaría el agua del río al lago. El agua del Visočica ya se trasvasa al lago, por lo que el Temska depende únicamente de las aguas del Temštica. El trasvase de esa agua al lago haría que los cauces de los ríos aguas abajo estuvieran casi secos y sin vida. En el invierno de 2017, el gobierno anunció que continuaría la construcción del túnel, prometiendo que dejarían "la cantidad mínima necesaria" de agua en el río. Esto provocó nuevas protestas populares.

## Visočica

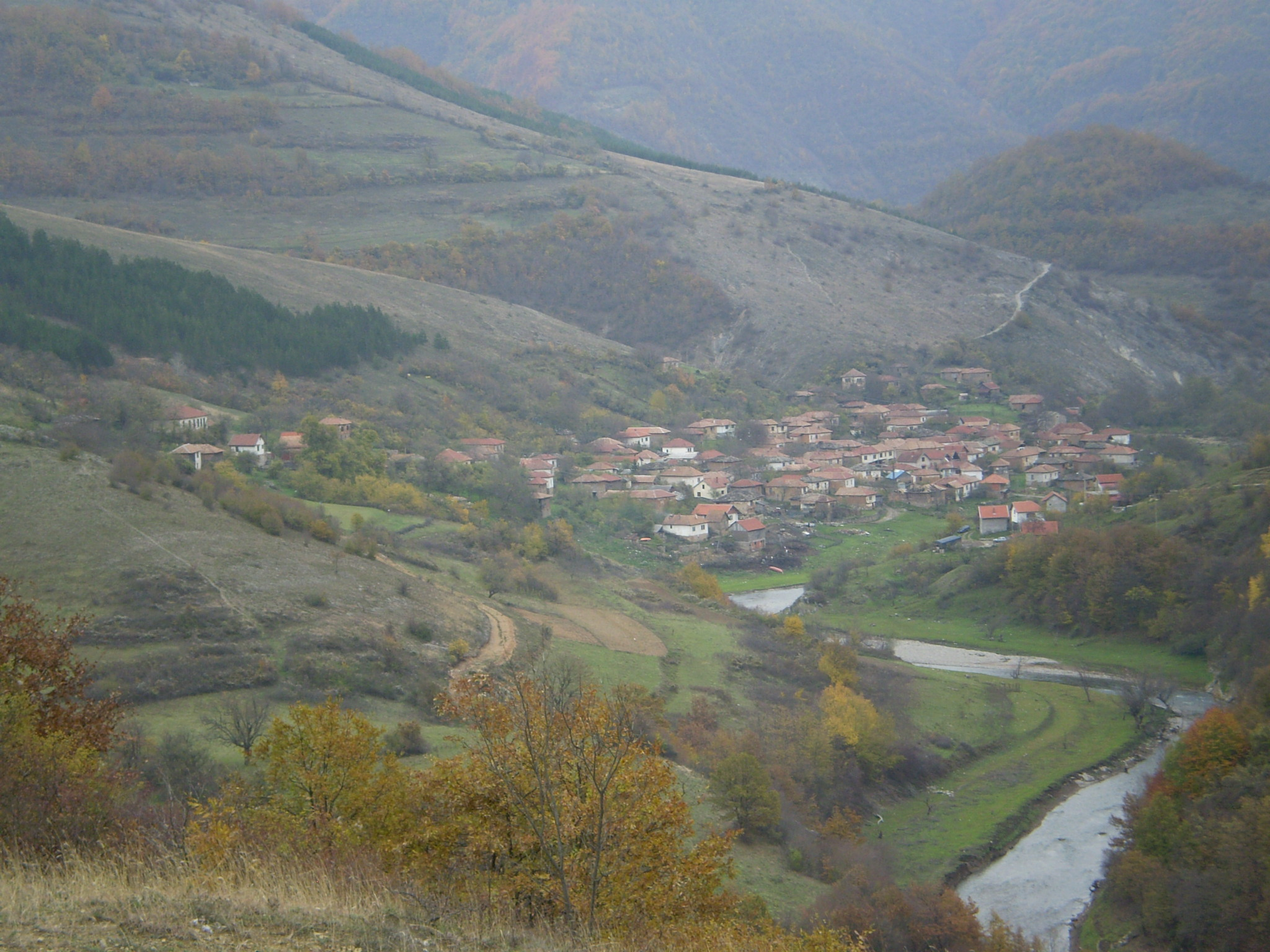
Pueblo de Pakleštica

El Visočica o Visochitsa (Височица) tiene una longitud de 71 kilómetros y nace en la montaña de Berkovska Planina, una parte de Stara Planina, cerca del pico Kom, a pocos kilómetros de la frontera con Serbia. El río, en este tramo conocido también como Barlska Reka por el nombre de la aldea de Barlya, fluye hacia el sur, llegando a la región de Zabardie, en el este de Bulgaria, y a las laderas septentrionales del monte Gora, donde gira hacia el oeste y entra en la depresión de Visok en la aldea de Komshtitsa. Poco después de girar hacia el oeste, el Visočica cruza la frontera búlgaro-serbia.
La depresión de Visok está situada entre Stara Planina al norte y la montaña Vidlič (o Vidlich) al sur. Es alargada (dividida en secciones superior e inferior) y está escasamente poblada: los pueblos de Izatovci, Slavinja (donde recibe el afluente del Rosomačka reka por la derecha), Visočka Ržana (donde recibe el afluente del Dojkinička reka, también por la derecha), Rsovci, Pakleštica, Velika Lukanja y el antiguo pueblo de Zavoj, antes de encontrarse con el Temštica.
El Visočica es la fuente de agua potable de la región y el hábitat del cangrejo de río noble protegido.
En 1963, un enorme corrimiento de tierras atascó el río, creando una presa natural de tierra (500 m de largo y 50 m de alto) que a su vez creó un lago que inundó el pueblo de Zavoj. El lago natural se secó, la presa se consolidó y se construyó una central hidroeléctrica (HE Zavoj) con el lago artificial Zavoj (superficie 5,53 km²; altitud 612 m; profundidad 60 m) en lugar del seco. El pueblo de Novi Zavoj se construyó en un terreno más alto para los residentes del Zavoj inundado.

## Temska
En el tramo final de 15 kilómetros, tras la confluencia con el Visočica, el Temštica también se conoce como Temska. El río fluye junto al pueblo de Novi Zavoj y el monasterio de Temska (con la pequeña central hidroeléctrica del mismo nombre) y desemboca en el Nišava al noroeste de la ciudad de Pirot.
El Temštica drena un área de 820 km², pertenece a la cuenca hidrográfica del Mar Negro y no es navegable.
Al igual que con los dos ríos que forman el Temska, hay problemas medioambientales derivados del plan de 2008 de construir 60 microcentrales hidroeléctricas en la región de Stara Planina. Los peores efectos los crean las centrales hidroeléctricas derivadas. En ellas se están colocando tuberías de 2 a 4 km de longitud que redirigen el caudal. Como todas son de propiedad privada, los propietarios suelen redirigir toda el agua en las tuberías. Ni siquiera dejan el mínimo biológico, que para empezar es demasiado bajo, ya que no son caudales importantes, sino que los cursos inferiores de los arroyos se secan por completo. Los habitantes se autoorganizaron en varios grupos ecologistas. Cuando se inició la construcción de esta microcentral hidroeléctrica en el Rudinjska Reka, un afluente del Temska, los obreros de la construcción desviaron el río por completo, a unos 300 m de su desembocadura. Sin embargo, el agua desviada llegó a un sumidero y comenzó a descender, dejando el río completamente seco. Miembros de una de las organizaciones se reunieron en agosto de 2018 y, sin ningún permiso, cavaron un canal que desvió el río de vuelta a su cauce natural. Esto provocó acciones similares en el este y el sureste de Serbia, donde los ciudadanos se enfrentaron a la seguridad y desviaron los ríos, o lo intentaron, de vuelta a los cauces originales, en medio de las intervenciones policiales.